# La vengeance est un plat qui se mange froid
Pour plus de détails, voir Fiche technique et Distribution.
La vengeance est un plat qui se mange froid (La vendetta è un piatto che si serve freddo) est un western franco-italien de Pasquale Squitieri (sous le pseudonyme de William Redford) sorti en 1971,.

## Synopsis
Jim Bridger, également connu sous le nom de « cheveux jaunes », grandit avec une haine irrépressible des Indiens qui ont massacré sa famille quand il était enfant. Devenu adulte, il mène une guerre contre les peaux rouges mais il tombe amoureux de Tune, une otage indienne. Il découvre que ce sont des Blancs déguisés en Indiens dirigés par un dénommé Perkins et soutenu par le rédacteur en chef du journal local qui ont commis les crimes afin d'obtenir des terres bon marché.

## Fiche technique
Sauf indication contraire, les informations mentionnées dans cette section peuvent être confirmées par la base de données cinématographiques Unifrance,  présente dans la section « Liens externes ».
- Titre original : La vendetta è un piatto che si serve freddo
- Titre français : La vengeance est un plat qui se mange froid[3]
- Réalisateur : Pasquale Squitieri
- Scénario : Pasquale Squitieri, Monica Venturini
- Photographie : Angelo Lotti
- Montage : Antonietta Zita
- Musique : Piero Umiliani
- Costumes : Paola Nardi
- Producteurs : Solly V. Bianco
- Société de production : Filmes Cinematografica, Comptoir Francais du Film Production[3]
- Pays de production :  Italie -  France[3]
- Langue de tournage : italien
- Format : couleur - 2,35:1 - son mono - 35 mm
- Genre : western spaghetti
- Durée : 97 minutes
- Date de sortie :	
  - Italie : 13 août 1971
  - France : 1er mai 1973[3]

## Distribution
- Leonard Mann : Jim Bridger
- Ivan Rassimov : Perkins
- Klaus Kinski : Virgil Prescott
- Elizabeth Eversfield : Tune
- Steffen Zacharias : Doc
- Enzo Fiermonte : George Bridger, le père de Jim
- Teodoro Corrà : Boon
- Gianfranco Tamborra : Jim
- Salvatore Billa : Ted
- Isabella Guidotti : Lucy
- Giorgio Dolfin : un homme de main de Perkins
- Stefano Oppedisano : un homme de main de Perkins
- Yotanka : Yotanka